# Inventore
L'inventore è colui o colei che inventa qualcosa, un dispositivo, uno strumento, un processo. Il suo contributo può essere un'invenzione completamente nuova (invenzione principale) o anche una modifica o miglioramento di un qualcosa di già esistente (invenzione derivata). Per entrambi i casi, l'inventore può tutelare la paternità dell'invenzione attraverso il brevetto, titolo legale che gli permette di mantenere il monopolio commerciale sul suo ritrovato per diversi anni.

## Inventore o scienziato
Questa figura, oggi assimilabile a quella del tecnologo (al tecnico o all'ingegnere) operante come ricercatore "autonomo" oppure operante nei centri di ricerca e sviluppo (R&D, Research and Development), si differenzia da quello dello scienziato, che, invece, opera nel campo della ricerca pura e della scoperta. Naturalmente questa divisione è del tutto teorica e sovrapposizioni e sconfinamenti sono possibili, ma, in generale, l'inventore rimane ancorato a una visione utilitaristica e commerciale della scienza (lo strumento, il prodotto), mentre lo scienziato dovrebbe essere interessato alle leggi che governano la natura, inventando e costruendo strumenti per indagarla e comprenderla. 
A questo proposito, durante la conferenza tenuta nel maggio 1901 alla Society of Arts di Londra Guglielmo Marconi, uno dei più importanti inventori italiani della storia, dichiarò:
"Un'impresa commerciale come quella per cui io lavoro, non esiste soltanto per il progresso della scienza, bensì specialmente per assicurare un compenso economico a coloro i quali hanno sfidato rischi e compiuto sacrifici per aiutare e promuovere il lavoro sperimentale necessario".
Anche Thomas Alva Edison, altro grande inventore della storia, dichiarò sulla rivista Scientific American nell'estate del 1893:
"Non mi considero uno scienziato puro, come hanno affermato in molti. Non ricerco le leggi della natura e non ho fatto grandi scoperte. Non studio la scienza come hanno fatto Newton, Keplero, Faraday e Henry solo allo scopo di imparare verità. Sono solo un inventore di professione. I miei studi e i miei esperimenti sono stati condotti allo scopo di inventare ciò che ha qualche utilità commerciale. Penso di poter essere definito un inventore scientifico".

## L'inventore nella storia
Possiamo dividere la storia della figura dell'inventore in quattro grandi periodi. 
1. Prima della Rivoluzione Industriale;
2. Durante la Prima Rivoluzione Industriale;
3. Durante la Seconda Rivoluzione Industriale;
4. Dopo la Seconda Rivoluzione Industriale.

Ognuno di questi periodi ha visto nascere e svilupparsi una particolare tipologia di inventori. In particolare prima delle rivoluzioni industriali, l'inventore non era una figura professionale codificata nella società. Era una sorta di professione anonima. Le invenzioni potevano scaturire ovunque, nelle botteghe degli artigiani o nei laboratori degli scienziati. Tuttavia non si dava grande importanza e continuità all'atto dell'invenzione e dunque alla figura dell'inventore. Nell'antichità una figura di spicco come inventore fu Archimede, mentre nel Rinascimento fu Leonardo da Vinci. 
Durante la prima rivoluzione industriale, in Inghilterra, nasce la figura dell'inventore di stato. Scienziato o tecnico dedito al miglioramento sociale e industriale della propria nazione. Questo fenomeno è accompagnato dalla nascita delle prime scuole tecniche della storia (progenitori dei moderni politecnici) in Inghilterra e in Francia. 
Un esempio di questa figura è James Watt, celebrato inventore della macchina a vapore o, qualche decennio più tardi l'ingegnere Isambard Kingdom Brunel, considerato un vero eroe e benefattore in Inghilterra. 
Durante la seconda rivoluzione industriale, quella dell'elettricità e della comunicazione, si registrerà la nascita degli "inventori imprenditori", personaggi come Benjamin Franklin, Nikola Tesla, Thomas Alva Edison, Alexander Graham Bell e Guglielmo Marconi che sfruttano commercialmente la scienza e la tecnologia, facendo nascere veri e propri colossi commerciali. I loro nomi (Ford, Edison, Marconi, Bell) diverranno veri e propri marchi che, ancora oggi caratterizzano molti settori tecnologici e merceologici.
Nella seconda parte del Novecento, l'inventore torna nell'anonimato, sparendo nelle fitte maglie della società contemporanea che sfrutta tecnologia e scienza per produrre beni di consumo. I luoghi dell'invenzione sono le industrie e i centri di ricerca e sviluppo, dove lavorano centinaia, a volte migliaia, di ingegneri e tecnici.
Nel ventunesimo secolo si assiste ad una nuova ondata di imprenditorialità incentrata sulla figura di innovatori e innovazioni tramite il fenomeno delle startup e degli spin-off universitari. Si parla inoltre di modelli di open innovation tra realtà leader di mercato ed emergenti.